# Fūna Kōzaki
Fūna Kōzaki (japanisch 光崎 楓奈 Kōzaki Fūna; * 27. Juni 2001 in Miyoshi, Aichi) ist eine japanische Tennisspielerin.

## Karriere
Kōzaki spielt vor allem auf Turnieren der ITF Women’s World Tennis Tour, bei denen sie bislang acht Doppeltitel gewonnen hat.
2018 gewann sie an der Seite von Mana Kawamura den Titel im Damendoppel des Osaka Mayor’s Cup. 2019 startete sie bei den Australian Open in den Juniorinnenwettbewerben. Im Juniorinneneinzel verlor sie bereits in der ersten Runde gegen Olivia Gadecki mit 4:6, 7:64 und 1:6. Im Juniorinnendoppel erreichte sie an der Seite von Mana Kawamura das Achtelfinale. In Wimbledon erreichte sie im Juniorinneneinzel als Qualifikantin mit einem 6:2- und 6:3-Sieg gegen die an Position acht gesetzte Alina Alexejewna Tscharajewa die zweite Runde, wo sie dann aber Robin Montgomery mit 6:71 und 2:6 unterlag. Im Juniorinnendoppel erreichte sie an der Seite von Amarissa Tóth das Viertelfinale. Im November und Dezember gelangen ihr mit Partnerin Mana Kawamura die ersten beiden Titelgewinne bei ITF-Turnieren im Doppel.
2021 gewann sie im August mit Partnerin Mana Kawamura den Titel in Radom und erreichte das Finale des Zubr Cups. Anschließend erreichten die beiden bei den Kuchyně Gorenje Prague Open das Viertelfinale. Bei den darauf folgenden Open Ciudad de Valencia scheiterten die beiden bereits in der ersten Runde. 2022 gewann sie mit wechselnden Partnerinnen bislang weitere drei Doppeltitel auf der ITF-Tour.

## Turniersiege

### Doppel
| Nr. | Datum             | Turnier      | Kategorie | Belag     | Partnerin      | Finalgegnerinnen                       | Ergebnis          |
| --- | ----------------- | ------------ | --------- | --------- | -------------- | -------------------------------------- | ----------------- |
| 1.  | 16. November 2019 | Gwalior      | ITF W25   | Hartplatz | Mana Kawamura  | Petja Arschinkowa Gergana Topalowa     | 6:4, 6:1          |
| 2.  | 7. Dezember 2019  | Nonthaburi   | ITF W15   | Hartplatz | Mana Kawamura  | Sarah Lee Mara Schmidt                 | 6:2, 6:0          |
| 3.  | 14. August 2021   | Radom        | ITF W25   | Sand      | Mana Kawamura  | Carolina Alves Iryna Schymanowitsch    | 6:4, 6:2          |
| 4.  | 12. März 2022     | Antalya      | ITF W25   | Sand      | Naho Satō      | Marie Benoît Nicoleta-Cătălina Dascălu | 6:2, 6:4          |
| 5.  | 14. Mai 2022      | Osijek       | ITF W25   | Sand      | Mana Kawamura  | Jessie Aney Ingrid Gamarra Martins     | 6:3, 2:6, [10:8]  |
| 6.  | 1. Oktober 2022   | Nanao        | ITF W25   | Hartplatz | Ikumi Yamazaki | Aoi Ito Rinon Okuwaki                  | 3:6, 7:65, [10:5] |
| 7.  | 3. Februar 2024   | Antalya      | ITF W15   | Sand      | Mayuka Aikawa  | Nikola Daubnerová Anika Jašková        | 7:5, 6:2          |
| 8.  | 24. August 2024   | Braunschweig | ITF W35   | Sand      | Erika Sema     | Sarah Iliev Ikumi Yamazaki             | 6:3, 7:69         |